# Бальгштедт
Бальгштедт (нем. Balgstädt) — община в Германии, в земле Саксония-Анхальт. 
Входит в состав района Бургенланд. Подчиняется управлению Унструтталь.  Население составляет 1207 человек (на 31 декабря 2010 года). Занимает площадь 8,65 км².